# Горькая жатва (фильм)
«Горькая жатва» (англ. Bitter Harvest) — канадский фильм об истории любви в разгар голода на Украине в 1932—1933 годы. Фильм известен также под рабочим названием «Урожай дьявола» (англ. Devil’s Harvest). Является первой англоязычной художественной кинокартиной о Голодоморе на Украине и подаётся как начало серии фильмов об идентичности Украины.

## Сюжет
В центре картины Юрий, талантливый художник-крестьянин, потомок казацкого рода, пытается жить со своей любимой в созданных советской властью условиях, принимая удары и притеснения. Но, в конце концов, когда его семья и земляки становятся жертвами искусственного голода и сталинских репрессий, он восстает, чтобы спасти родных, отомстить и покинуть Советскую Украину, чтобы донести правду миру об ужасах голода.

## В ролях
- Теренс Стэмп — Иван
- Макс Айронс — Юрий
- Саманта Баркс — Наталка
- Барри Пеппер — Ярослав
- Остап Ступка — Бойко
- Анейрин Барнард — Мыкола
- Эдвард Экрут — профессор Темчук
- Тамер Хассан — Сергей
- Люси Браун — Олена
- Александр Печерица — Володя
- Гэри Оливер — Сталин
- Тим Чарльз — Григорий Зиновьев
- Уильям Ки — Лев Каменев
- Пол Хикки — Лазарь Каганович
- Малколм Фриман — Вячеслав Молотов
- Доминик Борелли — Андрей Жданов
- Роб Митчелл-Джеймс — Николай Бухарин
- Терри Виктор — Клим Ворошилов
- Николас Аарон — Уолтер Дюранти

## Съёмки и прокат
Главные роли в картине исполнили Теренс Стэмп, Макс Айронс, Саманта Баркс,  Тамер Хассан и Барри Пеппер. Также в картине играли украинские актеры Остап Ступка и Александр Печерица.
Бюджет фильма был полностью предоставлен продюсером Яном Игнатовичем и составил 20 млн долларов.
Закрытая премьера картины состоялась на фестивале для кинопрокатчиков «American Film Market» 9 ноября 2015 в Санта-Монике. 14 февраля 2016 состоялся показ фильма на Берлинале, 17 мая — на Каннском кинофестивале. Лента вышла в украинский прокат 23 февраля 2017.

## Реакция на фильм
По данным Box Office Mojo, на настоящее время фильм не достиг коммерческого успеха, собрав при бюджете порядка 20 миллионов долларов менее $16.000.000 долларов в отечественном и около $5 330.000 долларов в зарубежном прокате. Профессиональные критики также отозвались на фильм преимущественно отрицательными рецензиями.